# East Lancs Vyking

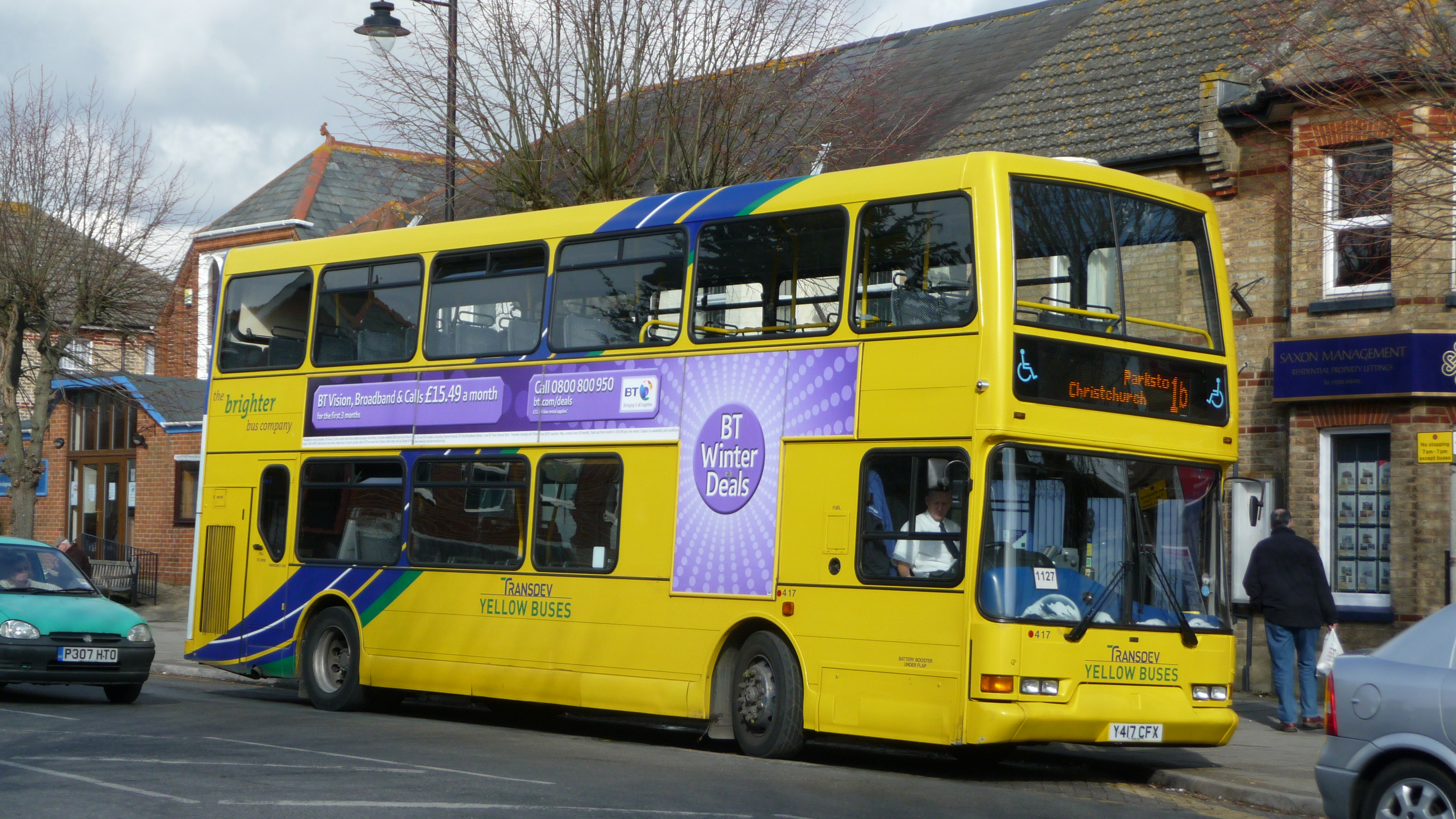
Un autobus East Lancs Vyking

L'East Lancs Vyking è un modello di autobus a due piani realizzato su telaio Volvo B7TL dalla East Lancashire Coachbuilders. In pratica è la versione a due piani dello Spryte.
Con questo veicolo continua la lunga linea di nomi particolari che iniziò con lo Scania Omnidekka.
Questo allestimento è stato sostituito dall'East Lancs Myllennium Vyking.